# Lagunen-Walzer
Lagunen-Walzer, op. 411, är en vals av Johann Strauss den yngre. Den spelades första gången den 4 november 1883 i Gyllene salen i Musikverein i Wien. 

## Historia
Johann Strauss operett En natt i Venedig hade premiär i Berlin den 3 oktober 1883 och blev ett praktfiasko. I tredje akten, när "Lagunvalsen" sjöngs till texten 'Nacht sind die Katzen ja grau, nachts tönt es zärtlich Miau!' ('om natten är katterna grå, då jama de kärligt mjao'), började berlinpubliken att jama och skrika. Föreställningen fick avbrytas för en stund. Sedan lyckades den märkbart skakade kompositören fortsätta stycket till slut. Strauss och librettisterna fick arbeta snabbt med att ändra om musik och text innan operetten gick upp i Wien sex dagar senare. Där blev föreställningen en stor succé och flera av numren fick tas om. Strauss arrangerade totalt sex separata orkesterstycken från operettens musiknummer, däribland valsen Lagunen-Walzer. Melodin till valsen är hämtad från Caramellos berömda Lagunvals i akt III: "Ach, wie so herrlich zu schaun". (I Wien hade texten om katterna bytts ut mot denna mer oförargliga.)
Strauss dirigerade sin vals vid en av brodern Eduard Strauss välgörenhetskonserter i Musikverein den 4 november 1883.

## Om polkan
Speltiden är ca 7 minuter och 10 sekunder plus minus några sekunder beroende på dirigentens musikaliska tolkning.
Valsen var ett av sex verk där Strauss återanvände musik från operetten En natt i Venedig:
- Lagunen-Walzer, Vals, Opus 411
- Pappacoda-Polka, Polka-francaise, Opus 412
- So ängstlich sind wir nicht, Schnellpolka, Opus 413
- Die Tauben von San Marco, Polka-francaise, Opus 414
- Annina, Polkamazurka, Opus 415
- Eine Nacht in Venedig, Kadrilj, Opus 402

## Weblänkar
- Lagunen-Walzer i Naxos-utgåvan.